# علیرضا معمری
علیرضا معمری (زاده ۱۳۳۳ در سیستان) بازیکن سابق و مربی والیبال اهل ایران است. وی سابقه هدایت تیم‌های پیکان تهران، برق تهران، ثامن الحجج، تیم ملی والیبال نشسته ایران، تیم ملی والیبال پاکستان و تیم ملی نوجوانان ایران را در کارنامه خود دارد و توانسته دو بار پیکان را به قهرمانی لیگ برتر والیبال ایران و قهرمانی باشگاه‌های آسیا برساند.وی همچنین دوره ای مسئول کمیته آموزش فدراسیون والیبال بوده‌است.